# Self Defense… for Cowards
Self Defense… for Cowards ist ein in US-amerikanischer und tschechoslowakischer Co-Produktion entstandener, animierter Kurzfilm von Gene Deitch aus dem Jahr 1962.

## Handlung
Lange und tiefgehende Untersuchungen haben ergeben, dass es immer öfter zu Schlägereien in Bars kommt. Dies wird vor allem für schwache Intellektuelle zum Problem. Wenn sich diese mit einem ungehobelten Nebensitzer auseinandersetzen müssen, den sie bloß angesehen haben, hilft in der Regel keine beruhigende Geste, um nicht geschlagen zu werden. Auch die Gedanken an die wenig ruhmvolle Zeit als Hobbyboxer während der Studienzeit ist in diesem Moment kaum eine Hilfe. Der Intellektuelle muss zu cleveren Verteidigungsmethoden greifen:
- Wenn der Angreifer ihn bereits am Schlafittchen hat, muss der schwache Intellektuelle einfach schlappmachen („Going-Limp Action“). Niemand würde einen in sich zusammengefallenen Gegner schlagen.
- In der „Psycho-Analytical Action“ sollte jeder ein Buch studiert haben und den Angreifer vor dem ersten Schlag mit einem Satz wie „Warum erzählen Sie mir nicht, was Sie wirklich stört“ oder „Es ist meine Aufgabe, Menschen wie Ihnen zu helfen“ konfrontieren. Wenn der Angreifer sich erst einmal auf die Psycho-Couch gelegt hat und anfängt, sein Leben auszubreiten, kann der schwache Intellektuelle unbemerkt gehen.
- In der „Hysterical Laughter Action“ wehrt ein spontaner Lachanfall den Angriff, da er den Angreifer verunsichert.
- Bei der „Offensive Odor Action“ führt exzessiver Knoblauchgenuss vor einem Angriff zum Sieg über den Gegner.
- Den Gegner überrascht man in der „Screaming Action“ mit plötzlichem Geschrei, wobei die „Screaming Action“ auch mit der „Offensive Odor Action“ gekoppelt werden kann.
- In der „Slight Selfmutilation Action“ führt eine kleine Eigenverletzung, wie sich selbst auf den Fuß zu treten, zu genug Lärm, um den Angreifer abzuwehren.
- Die „Fainting Action“ hat sich bewährt, erfordert jedoch beim spontanen Ohnmachtsanfall eine gute Falltechnik.
- Die „Friend Action“ ist immer dann sehr effektiv, wenn man bei einem Angriff von einem guten und starken Freund begleitet wird, der sich des Gegners annehmen kann.
- Die „Shock Action“ ist wirkungsvoll, wenn man selbstbewusst auftritt: Sie besteht darin, sich vor den Augen des Angreifers vollständig zu entkleiden und ihn anschließend zum Zweikampf aufzufordern.

Anhand der vielfältigen Möglichkeiten sollte jeder Intellektuelle in der Lage sein, sich selbst zu verteidigen. Für den Angriff sind die Ratschläge jedoch nicht geeignet, wie der Mann im Film erkennen muss, der aufmüpfig geworden nun erneut durch einen Schlag getroffen wird.

## Produktion
Self Defense… for Cowards kam am 2. November 1962 in die Kinos. Die Handlung beruht auf einer Buchvorlage von Alice McGrath. Der Erzähler des Films ist Arthur Treacher.

## Auszeichnungen
Self Defense… for Cowards wurde 1963 für einen Oscar in der Kategorie „Bester animierter Kurzfilm“ nominiert, konnte sich jedoch nicht gegen The Hole durchsetzen.